# テックビューロ
テックビューロ株式会社は、大阪府大阪市西区に本社を置く日本の企業。

## 概要
プライベート・ブロックチェーン製品『mijin』や、NFTやFTを扱うマーケットプレイス『COMSA』など、暗号通貨技術とブロックチェーン技術に基づいたソフトウェアとサービスを開発し提供している。
下述のように、暗号資産取引所「Zaif」を運営していたが、流出事件が発生し、他社へ事業譲渡した。

## 沿革
- 2014年6月16日 - 設立[4]。
- 2015年3月5日 - 仮想通貨取引所etwingsを買収し、Zaif Exchangeとしてサービス開始[5][6]。
- 2015年9月25日 - プライベートブロックチェーン構築用プラットフォーム「mijin」を発表[7]。
- 2017年8月3日 - 仮想通貨を利用した資金調達用ICOソリューションとして「COMSA」を発表する[8]。同年9月から11月にかけてCOMSAプラットフォームの内部通貨となるCMSトークンのクラウドセールを行い、約109億円を調達した[9]。
- 2018年2月9日 - コインチェックにおける仮想通貨流出事件を受け、テックビューロを含む複数の仮想通貨取引所が立入検査を受けるとの報道あり[10]。
- 2018年7月2日 - ソフトウェア開発・販売事業を分社化し、新会社テックビューロホールディングス株式会社に承継させた[11]。
- 2018年9月20日 - 仮想通貨67億円分が流出したと発表した[12]。翌日、流出した仮想通貨が当初の発表より約3億円分多い約70億円分だったと発表する[13]。
- 2018年9月20日 - テックビューロに対し、フィスコデジタルアセットグループが約50億円の金融支援と資本業務提携をすることで基本合意したことを発表[14]。
- 2018年11月22日 - フィスコ仮想通貨取引所 （現カイカエクスチェンジ） に暗号資産取引所である「Zaif」の事業譲渡を完了した[15]。
- 2019年8月22日 - 仮想通貨交換業の登録を返上することを発表。12月以降に交換業を廃業する予定[16]。
- 2020年5月20日 -  COMSA事業を継続することを発表した[17]。
- 2021年9月1日 - テックビューロホールディングスを吸収合併した[18]。
- 2021年10月25日 - 新生COMSAのローンチとCMS：XYMトークンのエアドロップを実施する事を発表した[19]。
- 2022年1月26日 - NFTやFTを扱うマーケットプレイスである新しい「COMSA」を提供を開始することを発表した[20]。
- 2022年1月31日 - NFTやFTを扱うマーケットプレイス「COMSA」の提供を開始する[21]。

## 事業

### mijin
mijin（ミジン）とは企業内もしくは企業間で利用するプライベートブロックチェーンであり、その開発や販売事業を行う。NEMのコア開発者と合流してmijinを開発したことで、NEMと同じAPIを利用することができるようになり、NEMとの互換性を実現している。また金融機関や認証システム、電子マネーといった幅広い分野で利用される事が想定され、実際に金融機関のコストを90％削減すると同時にセキュリティを強化するように設計されている。2018年5月14日には「mijin」のアップデート版として「mijin Catapult (v.2)」を一般公開し、2019年6月12日には製品版を公開した。それにより、異なるブロックチェーン間でのトークン交換や複数トランザクションの一括処理が可能になり、また処理速度やスケーラビリティが向上した。

#### mijinを使った実証実験
2015年12月、日本のSBI住信ネット銀行は、日本の大手研究グループであるNRIにNEMブロックチェーン技術Mijinのテストを依頼した。彼らは3ヶ月間に渡ってさまざまな取引を行い、1日に200万件を超える取引を行って2,500,000件の口座を実証テストした。ネットワークは、可用性とフォールトトレランスを測定してさらにストレステストに合格した。
また、さくらインターネットはテックビューロと協力して、Mijinの6ヶ月の無料試用版を提供している。
インフォテリアはテックビューロと協力してブロックチェーン接続アダプタ「mijinアダプタ」を開発し、ミャンマーのマイクロファイナンス機関「BC Finance」の融資・貯金の基幹システムの勘定データをエンタープライズソフトウェア「ASTERIA WARP」と「mijinアダプタ」を使ってMicrosoft Azure上に配置した「mijin」に移行する実証テストを実行し、成功をした。

### COMSA
COMSAとはNFT（非代替性トークン）やFT（代替可能トークン）を扱うマーケットプレイスであり、アセットのトークン化やトークンの取引、トークン保有を多くの人ができる事を目指す。発行できるトークンには、UNIQUEとBUNDLEがある。
UNIQUE（ユニークNFT）
発行数が1のNFT。オークション形式で売買を行う。
BUNDLE（バンドルNFT）
複数枚発行でき、1枚ごとにシリアルが付く。非循環型NFT（Non Circulatable Fungible Token）と呼ばれる。当初、「シリーズNFT」として発表され、その後「NCFTβ版」として取り扱いを開始していた。オーダーブック形式（板取引）で売買される。
COMSAで発行されるNFTはすべてのデータをSymbolのブロックチェーン上に格納した「オールオンチェーンNFT」となる。
マーケットプレイスでのアセット購入にはXYM、CMS:XYM、クレジットカード（UNIQUEはETHも可能）が使用され、売り上げの受取はXYM、日本円から選ぶことができる。

#### COMSAローンチまでの経緯
COMSAは当初、トークンの発行販売を用いた資金調達「ICO（＝Initial Coin Offering）」と、各種ブロックチェーン技術の導入を同時に実施できる総合型のブロックチェーン・ソリューションとして初まった。これは「COMSA CORE」と「COMSA HUB」の2つの製品からなりたつ。「COMSA CORE」はトークンの総量をコントロールするソフトウェアであり、「COMSA HUB」はmijinとパブリックブロックチェーンの間でトークンの残高をコントロールして価値の移転ができるソフトウェアである。
2019年時点での日本国内におけるトークンの法的位置づけや自主規制の内容が定まっていない事や、2020年5月1日に施行された改正資金決済法、及び改正金融商品取引法の内容から新規ICOプロジェクトが難しくなった事で、ブロックチェーン上のトークン発行支援をするビジネスモデルに変更した。2022年1月26日にNFTやFTを扱うマーケットプレイスとして提供開始することを発表し、日本時間の2022年1月31日から提供を開始した。

## 提供していたサービス
Zaif
仮想通貨取引所「Zaif」の運営。
2017年9月29日に、改正資金決済法 第六十三条の二に規定される仮想通貨交換業者としての登録（近畿財務局長 登録番号00002号）を完了し、正式な仮想通貨交換業者としての営業を開始した。また、女優である剛力彩芽がZaifのCMに出ていた事で話題になった。2018年9月20日には仮想通貨67億円分が流出したと発表し、11月22日にフィスコ仮想通貨取引所（現・株式会社カイカエクスチェンジ）に暗号資産取引所である「Zaif」の事業を譲渡した。2019年8月22日に仮想通貨交換業者を廃業することを発表した。仮想通貨交換業者が登録を返上し、廃業するのは初のケースとなる。

## 発行したトークン

### ZAIFトークン
ZAIFトークンとは、2015年にZaifを運営していたテックビューロ社のブランディングを目的に発行されたトークン。COMSAのICOでは、COMSAトークンを購入する通貨に選ばれた。当初はカウンターパーティートークンとして発行されたが、ERC-20トークンへの移行およびZAIF:XYMのエアドロップを予定している。

### COMSAトークン
COMSAトークン（CMS）とは、COMSAプラットフォームの内部通貨であり、2017年にCOMSAプロジェクトのICOによる資金調達で販売された。CMSトークンの購入において、ビットコイン、イーサリアム、XEM、Zaifトークンのいずれかの暗号通貨建てで支払う形で行われ、約9540万ドル（約109億円）を調達した。COMSAトークンは発行元となるブロックチェーンがイーサリアムとNEMとSymbolで発行されている。イーサリアムで発行されるトークンは「CMS:ETH」と呼ばれ、NEMで発行されているCMSトークンは「CMS:XEM」と呼ばれ、Symbolで発行されるCMSトークンは「CMS:XYM」と呼ばれる。
ICOの時はイーサリアムとNEM上で発行されたが、その後「CMS:XEM」を保有している人に対して「CMS:XYM」がエアドロップされた。